# ダイドーグループホールディングス
ダイドーグループホールディングス株式会社は、大阪府大阪市北区に本社を置く、ダイドーグループの持株会社である。2017年1月に、ダイドードリンコ株式会社（旧法人）から商号変更した。主な事業会社は、ダイドードリンコ株式会社、大同薬品工業株式会社、株式会社たらみなど。

## 概要
社名のダイドー（DyDo）は、元々の設立母体である「大同薬品工業株式会社」の“大同”であり、また「ダイナミック(Dynamic)」にチャレンジを「行う=ドゥ(Do)」という企業姿勢を表している。ブランドメッセージは、「こころとからだに、おいしいものを。」
中核事業会社は、ダイドードリンコ株式会社（事業分割により2017年設立）で、自販機を中心に飲料販売事業を行う。直近では、アサヒ飲料株式会社と共同出資によるダイナミックベンディングネットワーク株式会社を設立している。祖業は配置薬（置き薬）事業で、現在も子会社の医薬部外品のドリンク剤やパウチゼリーの受託製造を行う大同薬品工業株式会社のほか、近年は希少疾病の医薬品事業に参入している。また、フルーツゼリーの製造販売を行う株式会社たらみも子会社である。海外展開も積極的で、現在はトルコ、英国、ポーランド、中国へ拠点を持つ。
CSR活動として日本全国のお祭りを応援しており、日本民間放送連盟に加盟する全国のテレビ放送局各社のうち一部が制作・放送する特別番組『ダイドーグループ日本の祭り』の提供も行っている。

## 沿革
1975年、大同薬品工業から飲料部門を分離・独立し、大阪市都島区にてダイドー株式会社を設立。1983年に本社を大阪市南区（現・大阪市中央区）に移転。1984年にダイドードリンコ株式会社に商号変更。2017年1月21日に、ダイドーグループホールディングス株式会社へ商号変更、飲料事業は、ダイドードリンコ分割準備株式会社 をダイドードリンコ株式会社へ移管、純粋持株会社へ移行。

## グループ企業
（国内飲料事業）
- ダイドードリンコ株式会社
- ダイドービジネスサービス株式会社
- ダイナミックベンディングネットワーク株式会社
- ダイドーアサヒベンディング株式会社
- 株式会社ダイドービバレッジ静岡
- ダイドーベンディングジャパン株式会社
- 株式会社ミチノク
- 九州アサヒ飲料販売株式会社
- 株式会社ダイドードリンコサービス関東
- ダイドー光藤ビバレッジ株式会社
- ダイドー・タケナカビバレッジ株式会社
- ダイドー・タケナカベンディング株式会社
- 株式会社秋田ダイドー
- 株式会社群馬ダイドー
- ダイドー・シブサワ・グループロジスティクス株式会社
- ダイドーベンディング近畿株式会社

（海外飲料事業）
- 上海大徳多林克商貿有限公司（中華人民共和国・上海）
- Della Gıda Sanayi ve Ticaret A.Ş.（トルコ・イスタンブール）
- DyDo DRINCO TURKEY İçecek Satış ve Pazarlama A.Ş.（トルコ・イスタンブール）
- DyDo DRINCO UK Ltd　（イギリス・ロンドン）
- Wosana.S.A.　 （ポーランド・マウォポルスカ）

（医薬品関連事業）
- 大同薬品工業株式会社

（食品事業）
- 株式会社たらみ
- 塔啦蜜（青島）食品有限公司

（希少疾病用医薬品事業）
- ダイドーファーマ株式会社

## テレビ番組
- 日経スペシャル カンブリア宮殿「コンビニ・スーパーに頼らない 自販機に賭けるダイドードリンコ」（2022年5月5日、テレビ東京）- 社長・高松富也出演[5]。
- 知られざるガリバー〜エクセレントカンパニーファイル〜（2024年3月16日、テレビ東京）- 社長・高松富也出演[6]。